# Oedicodia violascens
Oedicodia violascens är en fjärilsart som beskrevs av George Francis Hampson 1910. Oedicodia violascens ingår i släktet Oedicodia och familjen nattflyn. Inga underarter finns listade i Catalogue of Life.